# Мауци
Мауци (Могучий русских летописей) — один из местных правителей Золотой Орды в 1240-е годы, названный Плано Карпини в числе других: Батыя, Берке, Картана (женатого на сестре Батыя) и Куремсы с указанием, что Мауци кочует на левом берегу Днепра и он выше Куремсы.
Именно требование Мауци к Даниилу Галицкому «Дай Галич» в 1245 году заставило Даниила поехать к Батыю и признать зависимость от Орды.